# Polygon (folyóirat)
A Polygon folyóirat (teljes címén: Polygon - matematikai, szakdidaktikai közlemények) egy magyarországi és magyar nyelvű matematikai folyóirat.
A folyóirat elméletibb jellegű cikkeket is közöl, ha azok kapcsolódnak a középiskolás anyaghoz, ill. az egyetemi törzsanyaghoz, de fő profilját a didaktikai és elemi matematikai cikkek képezik. Gyakoriak az egy-egy nevesebb matematikus vagy tanár munkásságához kapcsolódó cikkeket tartalmazó tematikus számok is.
1991-es megalapításával indult a Szegedi Tudományegyetem TTIK Bolyai Intézetének magyar nyelvű kiadói tevékenysége. A Polygon folyóirat a matematikának, illetve a matematika oktatásának a területéről közöl cikkeket, célja a középiskolai diákok és tanárok matematikai érdeklődésének felkeltése és fenntartása az aktuális kutatásokhoz közeli érdekes problémák és megoldások közlésével.